# Великая швейцарская ложа Альпина
Великая швейцарская ложа Альпина (фр. Grande Loge suisse Alpina) (ВШЛА) является самой старой великой ложей в Швейцарии. Она ведёт свою историю с 1844 года.

## История
Великая швейцарская ложа Альпина (часто называют просто Альпина) является регулярной великой ложей, объединяющей ложи, в которых состоят только мужчины. ВШЛА признана Объединенной великой ложей Англии (которая признаёт только одно послушание в одной стране). ВШЛА была основана в 1844 году, согласно статье 60 гражданского кодекса Швейцарии, как ассоциация. Она имеет свою собственную конституцию, свой устав и регламент.
В большинстве регулярных великих лож, чтобы стать масоном, нужно верить в Бога, Великого Архитектора Вселенной, а сама великая ложа должна принадлежать к группе регулярных великих лож, которые имеют взаимное признание друг с другом и с Объединенной великой ложей Англии (ОВЛА). Сама ВШЛА работает Во Славу Великого Архитектора Вселенной, но в отличие от большинства регулярных великих лож, члены её лож должны уважать все верования и искренне отвергать любую оппозицию свободомыслию. Этот принцип абсолютной свободы совести имеет отношение к адогматическим или либеральным масонским организациям.
На самом деле, ВШЛА давно стремится стать мостом между английскими и французскими ложами, которые давно разделены вопросом о значении в масонстве Высшей сущности — Великого Архитектора Вселенной. Попытки примерить регулярное и либеральное масонство привело к созданию Международной масонской ассоциации (ММА), организации, которая просуществовала с 1921 по 1950 год. И которая прекратила свою деятельность в связи с переходом ВШЛА в регулярное масонство.
На 2012 год ВШЛА объединяет около 4000 членов в 85 ложах, из которых 47 работают на французском языке, 28 на немецком, 5 на итальянском и 3 на английском. ВШЛА работает в трёх символических степенях масонства — ученик, подмастерье, мастер.

## Уставы ВШЛА
В ВШЛА используют 6 масонских уставов, это:
- Ритуал Шрёдера
- Ритуал Эмулейшн
- Древний и принятый шотландский устав
- Исправленный шотландский устав
- Древний и изначальный устав Мемфиса-Мицраима
- Французский устав

## Исследовательская деятельность
ВШЛА публикует релизы, которые называются «Альпина, обзоры швейцарского масонства». Издание основано в 1874 году, а сам журнал издаётся в Лозанне на немецком, французском и итальянском языках.
Исследовательская группа «Альпина» выпускает собственный журнал, в котором публикует результаты собственных исследований.